# Eberhard Forcher

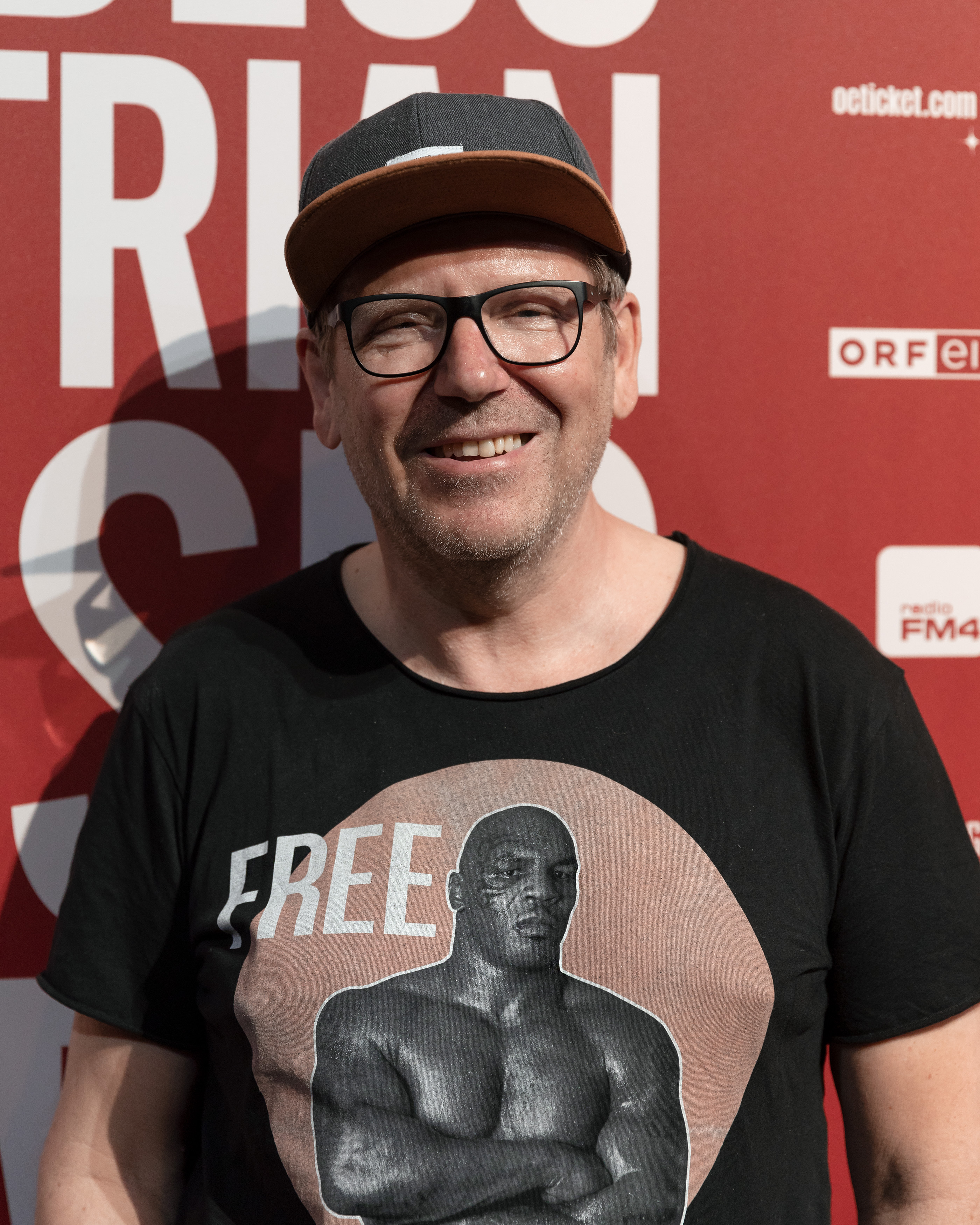
Eberhard Forcher (2019)

Eberhard Forcher (* 16. August 1954 in  Lienz) ist ein österreichischer Musiker, Lehrer, Moderator und DJ.

## Leben
Forcher wuchs bei seinem Geburtsort Lienz sowohl als ein musikalisches als auch als sportliches Kind auf. 1972 maturierte er im Gymnasium Lienz, worauf er eine Pädagogische Akademie in Innsbruck besuchte. Ab 1974 war er Lehrer an einer Sonderschule.

## Karriere
1980 wandte er sich der Musik, speziell dem Punkrock und New Wave zu und gründete die Band Tom Pettings Hertzattacken, mit der er durch ganz Österreich und Bayern tourte. Auf das Aufsehen der Tour folgte ein Plattenvertrag. Veröffentlichungen wie Endlich im Radio konnten erste Erfolge erzielen. Als dann 1983 der zweite Longplayer, Parties nach 12, mit der Single Bis zum Himalaya auf dem Markt war, setzten sich auch diese fort. Nebenbei wurde er beim Hörfunksender Ö3 Moderator der Musicbox und in weiterer Folge auch von Treffpunkt Ö3, Nachtexpress und der Comedysendung Radio Gaga. Bis August 2019 moderierte er die Sendung Solid Gold und stellte bis Ende September 2019 die Playlisten für Forchers Friday Music Club zusammen. Nach seinem Abschied bei Ö3 präsentiert er seit Oktober 2019 am Samstagabend die Sendung Forchers Zeitmaschine. Die Sendung wird auf Radio Steiermark, seit November desselben Jahres auch auf Radio Salzburg und seit Oktober 2022 des Weiteren auf Radio Oberösterreich ausgestrahlt.
Zusätzlich war er als Ö3-DJ auf zahlreichen Events tätig. Für die Schaffung des Youtube-Channels Austrozone Anfang 2014, wo wöchentlich österreichische Musiker und Bands vorgestellt werden, wurde er mit einem Amadeus Austrian Music Award ausgezeichnet.